# Титов, Мстислав Степанович
Мстислав Степанович (Стефанович) Титов (1887 — 1973) — полковник инженерных войск, герой Первой мировой войны, участник Белого движения.

## Биография
Сын полковника. Уроженец Санкт-Петербурга.
Окончил Николаевский кадетский корпус (1904) и Николаевское инженерное училище (1907), откуда выпущен был подпоручиком в 1-й понтонный батальон.
16 ноября 1907 года переведен в 1-й железнодорожный батальон. Произведен в поручики 5 октября 1909 года. В 1912 году окончил дополнительный класс Николаевской инженерной академии и 20 мая того же года «за отличные успехи в науках» был произведен в штабс-капитаны с утверждением в звании военного инженера. 30 октября 1912 года переведен в Карсское крепостное инженерное управление. В 1913 году был назначен младшим производителем работ морской крепости Императора Петра Великого. Произведен в капитаны 6 апреля 1914 года.
С началом Первой мировой войны был назначен исправляющим должность корпусного инженера вновь сформированного 31-го армейского корпуса. Пожалован Георгиевским оружием
За то, что в ночь на 10 октября 1915 года в бою на Огинском канале, под сильным ружейным, пулеметным и артиллерийским огнем, построил три мостика через осушительный канал и получив известие о переправе роты 298-го пехотного Мстиславского полка через канал, отправился вслед за этой ротой для исполнения поручения по постройке моста, шел впереди под сильным огнем, увлекая за собою людей, пока не был тяжело ранен.
С формированием Румынского фронта был назначен начальником строительно-инспекторского отделения Управления начальника инженеров армий названного фронта. Произведен в подполковники 2 апреля 1917 года.
В Гражданскую войну участвовал в Белом движении в составе Донской армии. В 1918—1919 годах занимал должности начальника общего отделения Управления начальника военных инженеров и окружного инженера Таганрогского округа. Произведен в полковники 19 июля 1918 года.
В эмиграции в Югославии. Состоял членом Союза русских инженеров. В годы Второй мировой войны служил в Русском корпусе. На 1 мая 1942 года — командир взвода 8-й сотни 2-го батальона 1-го полка (в чине обер-лейтенанта). Затем был начальником строительства бункеров в Заяче. После войны переехал в Аргентину. Скончался в 1973 году в Буэнос-Айресе. Похоронен в усыпальнице храма Всех Святых в районе Итусайнго.
Документы полковника Титова хранятся в Бахметьевском архиве.

## Семья
Был женат на Анне Филипповне Ергович. Их дочери:
- Милица (1923—2021), замужем за Василием Радовичем. Преподавала русский язык в Загребе, в Аргентине владела трикотажным ателье.
- Вера, замужем за протоиереем РПЦЗ Владимиром Скалоном.
- Мария

## Награды
- Орден Святого Станислава 3-й ст. «за отлично-усердную службу и труды, понесенные во время военных действий» (ВП 16.03.1915)
- Орден Святой Анны 3-й ст. с мечами и бантом (ВП 9.08.1915)
- Орден Святого Владимира 4-й ст. с мечами и бантом (ВП 11.12.1915)
- Георгиевское оружие (ВП 16.10.1916)